# Three's Company
Three's Company är en amerikansk TV-serie som gick i åtta säsonger och hade premiär 1977.

## Handling
Janet och Chrissy delar lägenhet, som de hyr av paret Stanley och Helen Roper. Janet och Chrissy bestämmer sig för att låta Jack flytta in. Jack är duktig på att laga mat och utbildar sig till kock. För att få flytta in måste han ljuga för Stanley och Helen och utge sig för att vara homosexuell.

## Om serien
Serien belönades med två Golden Globe Awards och är baserad på Man About the House, som även ligger till grund för den svenska TV-serien En fyra för tre.

## Rollista i urval
| John Ritter      | – Jack Tripper  |
| Joyce DeWitt     | – Janet Wood    |
| Suzanne Somers   | – Chrissy Snow  |
| Jenilee Harrison | – Cindy Snow    |
| Priscilla Barnes | – Terri Alden   |
| Richard Kline    | – Larry Dallas  |
| Norman Fell      | – Stanley Roper |
| Audra Lindley    | – Helen Roper   |
| Don Knotts       | – Ralph Furley  |
| Ann Wedgeworth   | – Laura Shields |